# Drachtster Compagnonsvaart
De Drachtster Compagnonsvaart (Fries: Drachtster Kompanjonsfeart), ook wel de Drachtstervaart of Compagnonsvaart, is een kanaal in Friesland, gegraven in 1641 vanaf de Wijde Ee door het hoogveengebied ten oosten van Drachten in de gemeente Smallingerland. Het kanaal was verdeeld in vijf panden, door schutsluizen van elkaar gescheiden en van de Friese boezem aan de Drait of Dracht, de Friese benaming voor voorde of "drecht". Het bezit van de vaarten met hun verlaten, bruggen en wallen bracht aan de Compagnons tollen, schut- en bruggewippersgelden en opslaggelden op, terwijl zij er ook het visrecht bezaten. Nieuwkomers vestigden zich langs de vaart, waar zich twee kernen ontwikkelden, Noorder- en Zuider Drachten. De plaats Drachtstercompagnie is pas in 1772 gesticht.

## Geschiedenis
Passchier Hendricks Bolleman was een koopman, solliciteur en veenbaas. Hij werd geboren te 's Gravenhage of Drongelen in het jaar 1585, en tekende op 5 oktober 1641 een overeenkomst met de notabelen van Noorder- en Zuider Drachten voor het graven van de Drachtster Compagnonsvaart. Dat is het begin geweest van Drachten. Achthonderd arbeiders zijn tewerkgesteld om de Drachtstervaart te graven. Rond 1643 was er al een school bij de brug.
Op 7 februari 1649 kwamen Saco Fockens en Saco van Teyens samen met Passchier Hendriks Bolleman voor. Zij wilden nieuwe veengronden in het grensgebied tussen Opsterland en Smallingerland “te water brengen”. Na vervening van de wijken kon het turf via Lemmer worden afgevoerd naar de Hollandse steden. Er is een notariële akte opgemaakt door Joannes van Crack, Saco Fockens, Jacob van Runia als man van Amerentia van Oenema, Asswerus van Vierssen (1598-1662) als curator van Catharina van Oenema en Saco Teyens tot interinement en uitvoering van hun octrooi tot het graven van een vaart. In 1656 ging Bolleman failliet en stierf kort daarop.

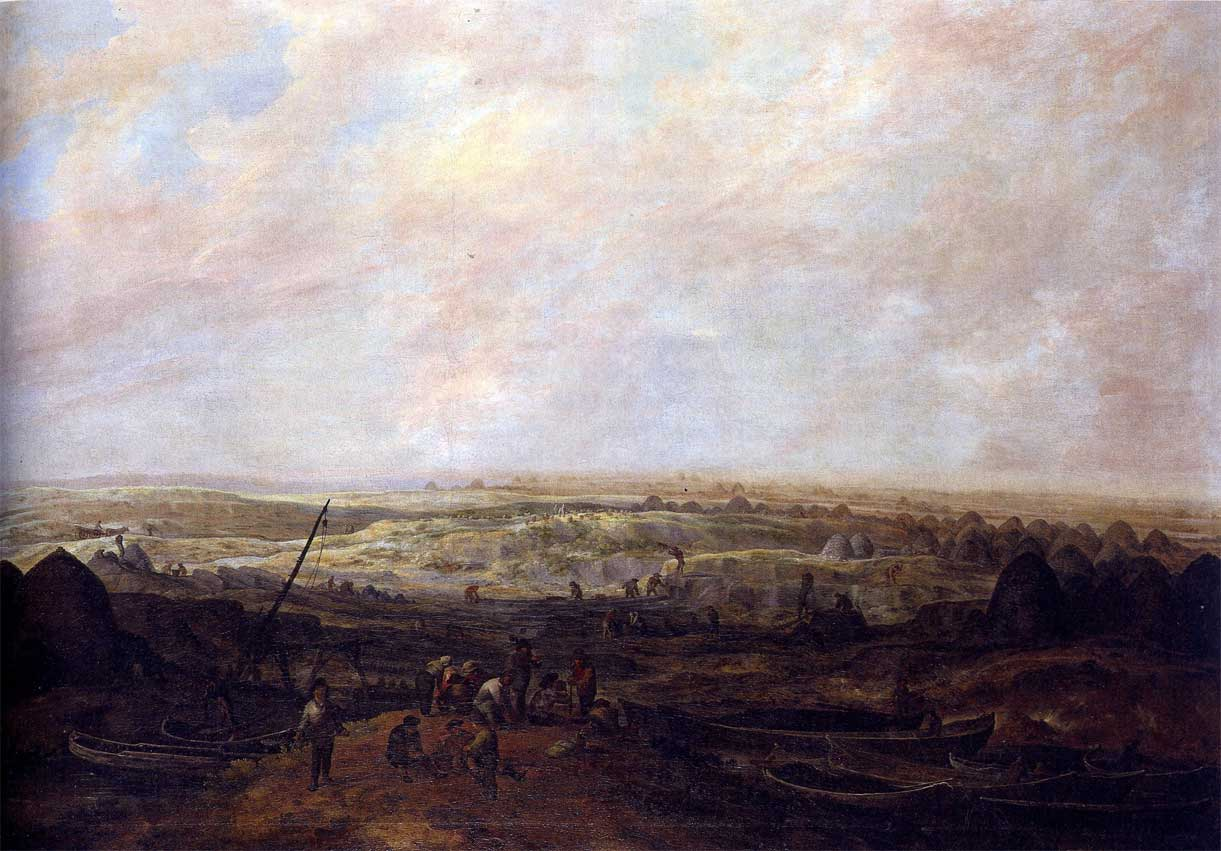
De ontginning van het hoogveen, geschilderd door Jacobus Sibrandi Mancadan

Om de venen in het NO van Opsterland verder te kunnen exploiteren is de Grote Veenvaart of Bakkeveenster Vaart op initiatief van grietman Douwe van Aylva (1610-1665) en oud-burgemeester van Franeker Jacobus Sibrandi Mancadan in 1659/1660 doorgetrokken (langs Ureterp aan de Vaart) tot aan Frieschepalen. In 1669 kwam de grenskwestie tussen Friesland en Groningen bij Frieschepalen opnieuw ter sprake.
Daarom maakte de vaart een bocht in zuidoostelijke richting naar Bakkeveen, een onbewoonde streek, dat volgens sommige bronnen in 1664 werd bereikt. De Schotanusatlas geeft dat niet weer. 
Rond 1670 ontwikkelde Bakkeveen zich tot een veenkolonie.
Vanaf het Rampjaar 1672 was er stagnatie vanwege een economische crisis. In 1680 had het kanaal de grens met Opsterland nog niet bereikt. Vanaf 1713 kon een begin worden gemaakt met het graven van de Haulerwijkstervaart. In 1718 is vanuit Haulerwijk de vaart doorgetrokken langs de Duurswouderheide. In 1744 was het veen rond Siegerswoude nagenoeg afgegraven. In 1756 wordt het kanaal uitgegraven tot aan Haule. In Haulerwijk en Waskemeer ontstonden nieuwe veenkolonies.

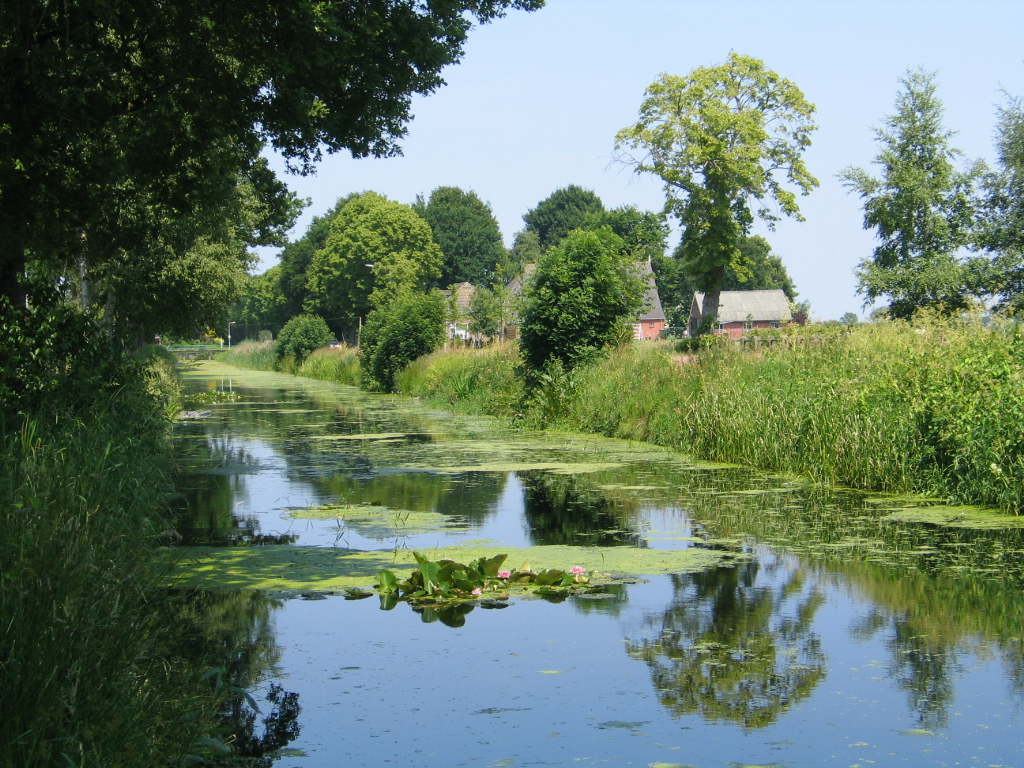
Kromme-Elleboogsvaart

In 1760 of 1770 was er nog geen aansluiting met het Drentse Veenhuizen. Met de Kolonievaart, gegraven tussen 1823 en 1826, veranderden de economische perspectieven. Eerst in 1837 besliste men dat de 2e wijk der Kromme Elleboogsvaart zou verlengd worden tot 40 m. van de Fries-Drentse grens, terwijl een wijk van de Kolonievaart van Veenhuizen tot 10 m. van die grens zou worden gegraven. (Het Federalisme was sinds de oprichting van de Bataafse Republiek nog steeds niet verdwenen.)
Pas in 1879 kwam er een verbinding tussen de Kolonievaart en de zuidelijkste wijk der Kromme-Elleboogsvaart.